# Nébuleuse de l'Œil de Chat
Pour les articles homonymes, voir Nébuleuse (homonymie) et Oeil de chat.
La nébuleuse de l'Œil de Chat ou NGC 6543 ou Caldwell 6 (C6 du catalogue de Caldwell) est une nébuleuse planétaire de la constellation du Dragon. 

## Présentation

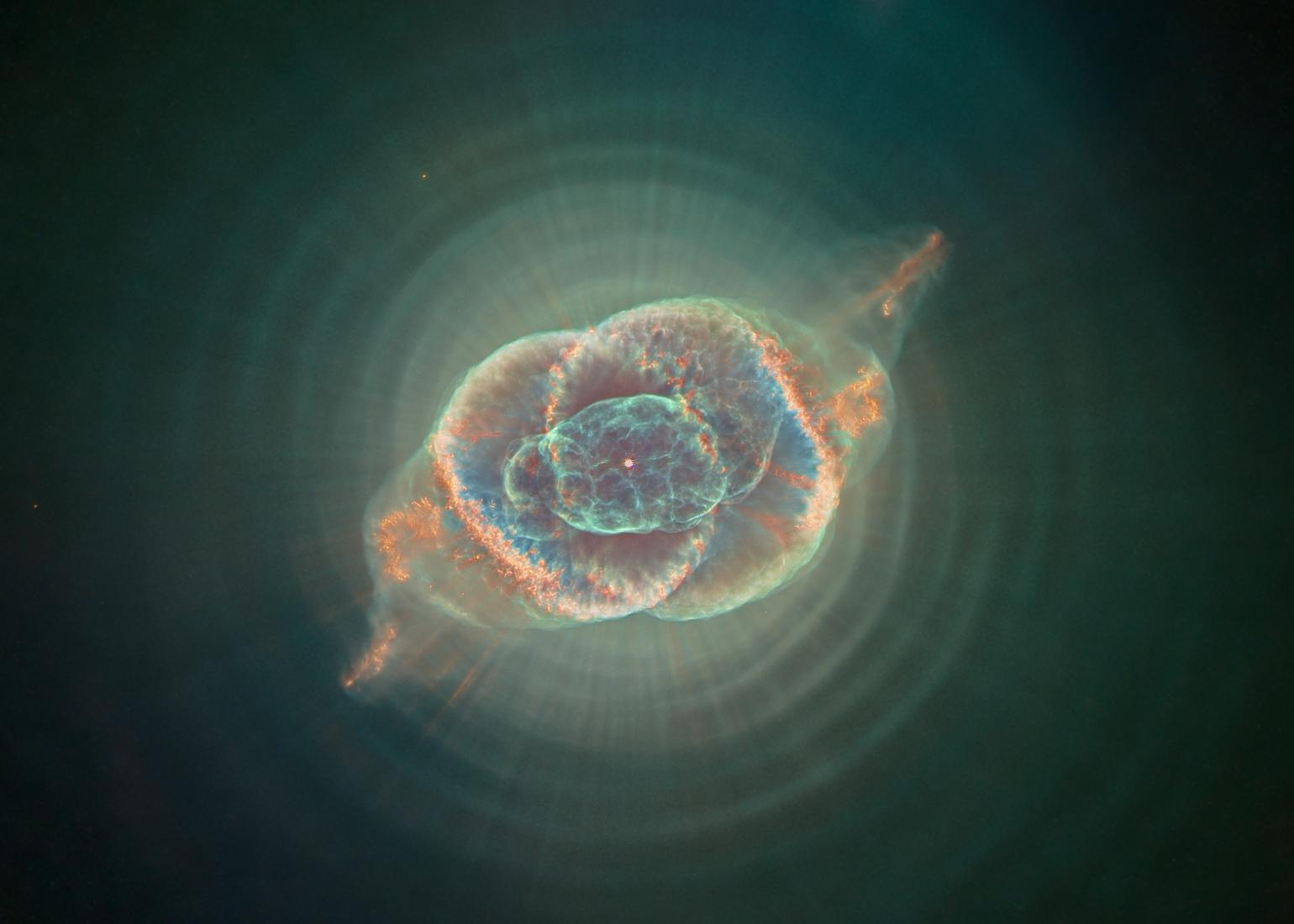
Image de la nébuleuse de l'Œil de Chat par le télescope spatial Hubble de la NASA.

Cette nébuleuse planétaire à la forme spectaculaire et complexe est composée de multiples couches de gaz brillants, formées par l'éjection gazeuse convulsive des couches externes de son étoile centrale (de la taille du Soleil) devenue une naine blanche en évolution stellaire finale de fin de vie,. À l'image de nébuleuses planétaires telles que NGC 6751 (surnommée « nébuleuse de l'Œil étincelant » ou NGC 7293 (surnommée « l’œil de Dieu »), elle est nommée d'après sa morphologie inspirée d'une forme d'œil de chat.

## Distance et âge
Selon certaines sources, elle est à environ 1000 parsecs de nous, d'autres la situent à 3000 années-lumière,. Une récente étude ayant pour cible quatre nébuleuses planétaires prenant en considération les mesures de la parallaxe réalisées par le satellite Gaia et l'expansion des nébuleuses a permis d'obtenir une distance de 1,19 ± 0,15 kpc. Enfin, une troisième distance basée sur les mesures de la parallaxe par ce même satellite est rapportée par la base de données Simbad : 1 365 ± 54 pc (∼4 450 al).
On estime son âge à environ mille ans. En se basant sur la cinématique du noyau interne de la nébuleuse, on a estimé son âge à 1039 ± 259 ans. Selon Corradi et ses collègues, l'âge du halo de la nébuleuse serait de 85 000 ans et celui de la nébuleuse interne de 2 000 ans.

## Historique des observations

Image de la Nébuleuse de l'Œil de Chat, du télescope spatial Hubble de la NASA.

Cette nébuleuse a été découverte par l'astronome germano-britannique William Herschel en 1786. Heinrich Louis d'Arrest a aussi observé cette nébuleuse à une date ultérieure non connue.
NGC 6543 a été la première nébuleuse planétaire dont le spectre visible a été étudié par l'astronome britannique William Huggins en 1864. Il a découvert que la nébuleuse présentait une coquille gazeuse et donc, que ce genre d'objet n'avait aucun rapport avec une planète.
Depuis, cette nébuleuse a fait l'objet de nombreuses observations entre autres par le télescope spatial Hubble. Ces études nous ont révélé sa structure très complexe faite de noeuds, de jets, de bulles et d'arcs qui sont illuminés par une étoile (naine blanche) centrale très chaude. NGC 6543 a été d'objet de plusieurs observations depuis les longueurs d'onde de l'infrarouge jusqu'au rayon X.

## Description

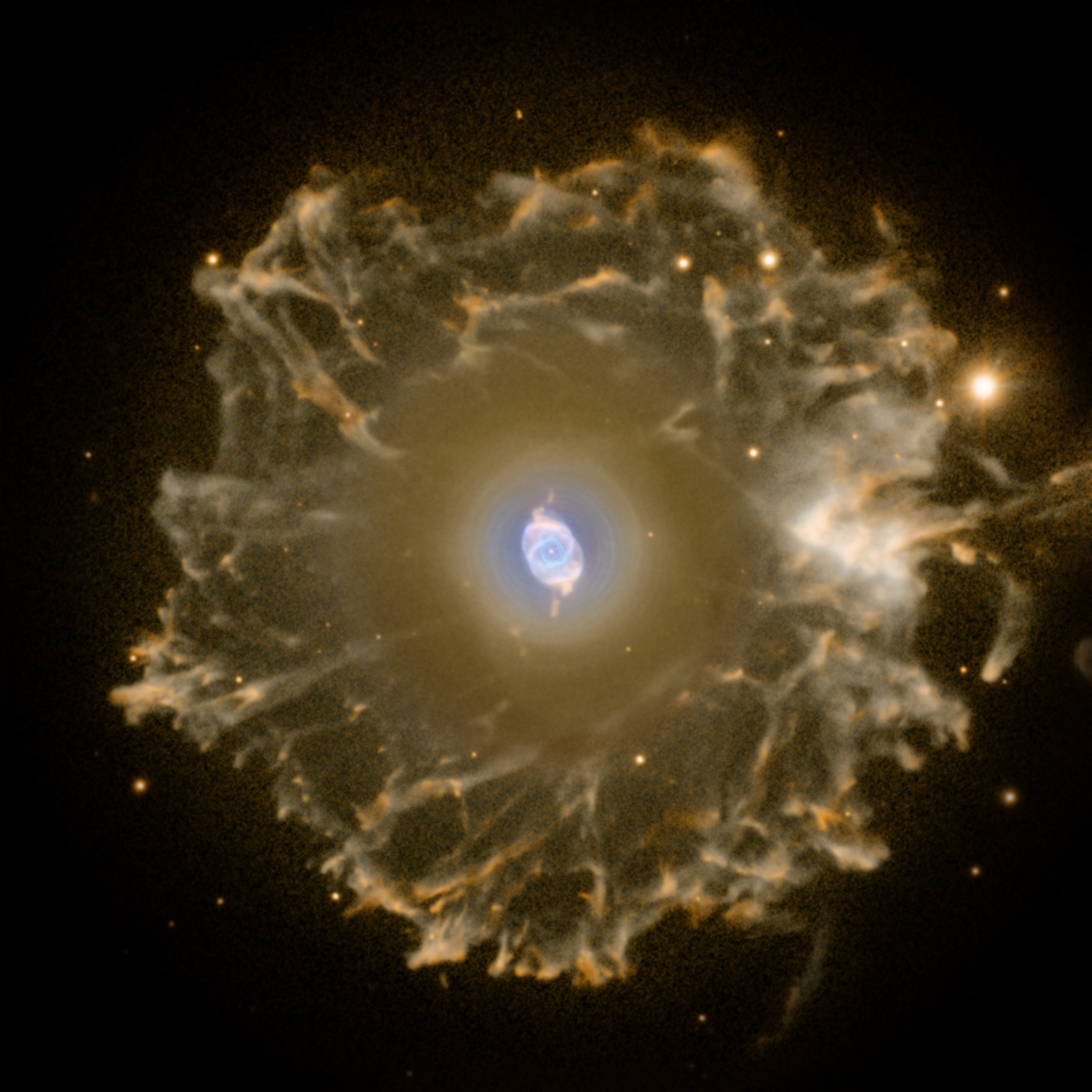
Image optique du halo autour de la nébuleuse planétaire.

La partie interne de la nébuleuse sous-tend un arc d'environ 16,1" avec des extensions qui se rendent jusqu'à quelque 25". Les images profondes révèlent un halo se rendant jusqu'à 5 minutes d'arc, halo qui a été éjecté par le progéniteur pendant la phase d'évolution de géante rouge.
La température à l'intérieur de la partie brillante de la nébuleuse varie entre 7000 et 9000 K et sa densité est d'environ 5000 particules par mètre cube. Son halo externe est cependant beaucoup plus chaud, dans le 15 000 K, et sa densité est plus faible. La vitesse du vent stellaire est d'environ 1 900 km/s. Des analyses spectroscopiques montrent que le taux actuel de perte de masse s'élève à 3,2  x 10-7 {\displaystyle M_{\odot }} par année, ce qui semble faible, mais est tout de même équivalent à 20 milliards de tonnes par seconde (20 x 109 kg/s).
La température de surface du noyau central de la nébuleuse est d'environ 80 000 K et il est quelques 10 000 fois plus lumineux que le Soleil. Il s'agit d'une étoile de type O7 + WR. Des calculs montrent que la masse de cette étoile est un peu plus grande que celle du Soleil et qu'en conséquence l'étoile progénitrice avait une masse initiale théorique de 5 {\displaystyle M_{\odot }}. Son rayon est d'environ 0,65 {\displaystyle R_{\odot }}, soit 450 000 km.

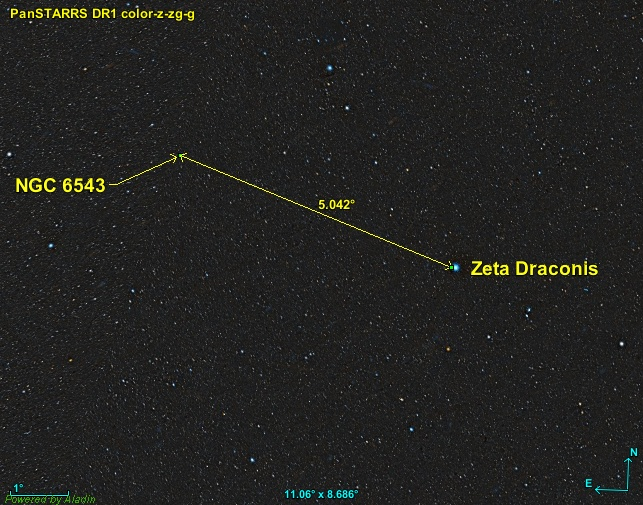
Position de NGC 6543 par rapport à une étoile.

## Observations
La nébuleuse NGC 6543 est située à environ 5,0 degrés au nord-est de Zeta Draconis, une étoile binaire de magnitude égale à 3,17.

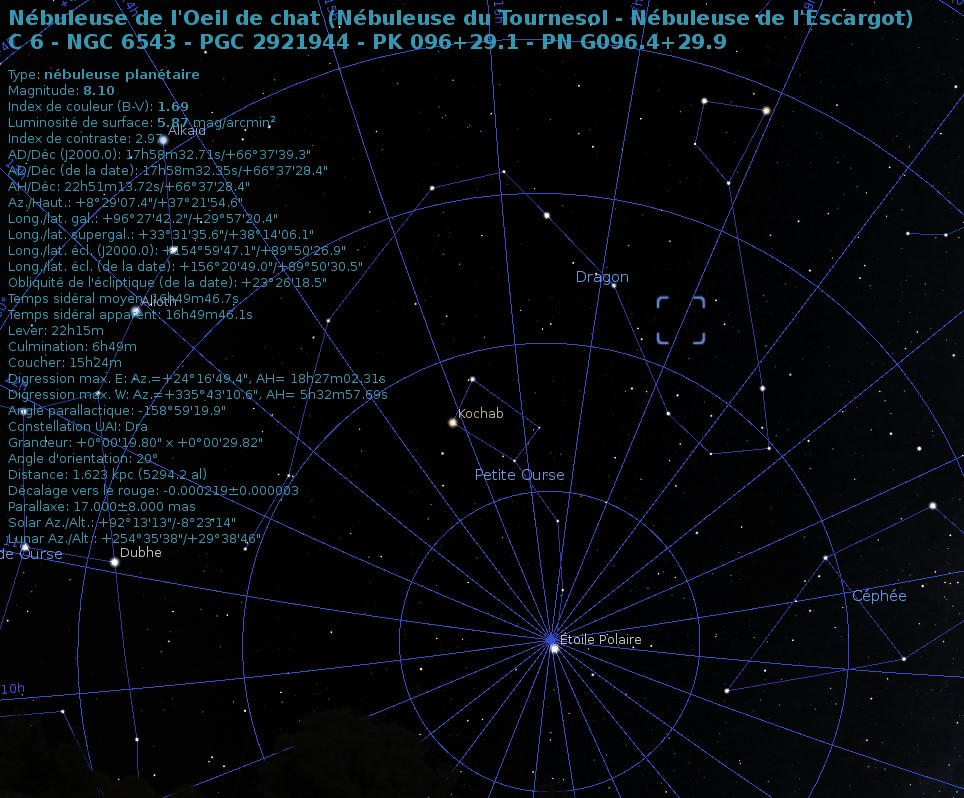
Localisation de NGC 6543 dans la constellation du Dragon. (Stellarium)

L'Œil de Chat a été la première nébuleuse planétaire observée avec un spectroscope à prisme par William Huggins le 24 août 1864,. Dans son laboratoire privé, lui et son épouse ont réalisé de nombreuses observations des lignes spectrales d'émission et d'absorption de divers corps célestes. Huggins a été le premier à distinguer les nébuleuses des galaxies en montrant que certaines, comme la nébuleuse d'Orion, avaient des spectres d'émission pure caractéristiques des gaz, tandis que d'autres comme la galaxie d'Andromède montraient les caractéristiques spectrales des étoiles en ayant des lignes d'absorption. Huggins était assisté dans l'analyse des spectres par son voisin, le chimiste William Allen Miller. Ainsi, ils ont découvert que NGC 6543 était fait de gaz ionisé. Depuis, NGC 6543 a fait l'objet d'études spectrales dans plusieurs domaines du spectre électromagnétique.

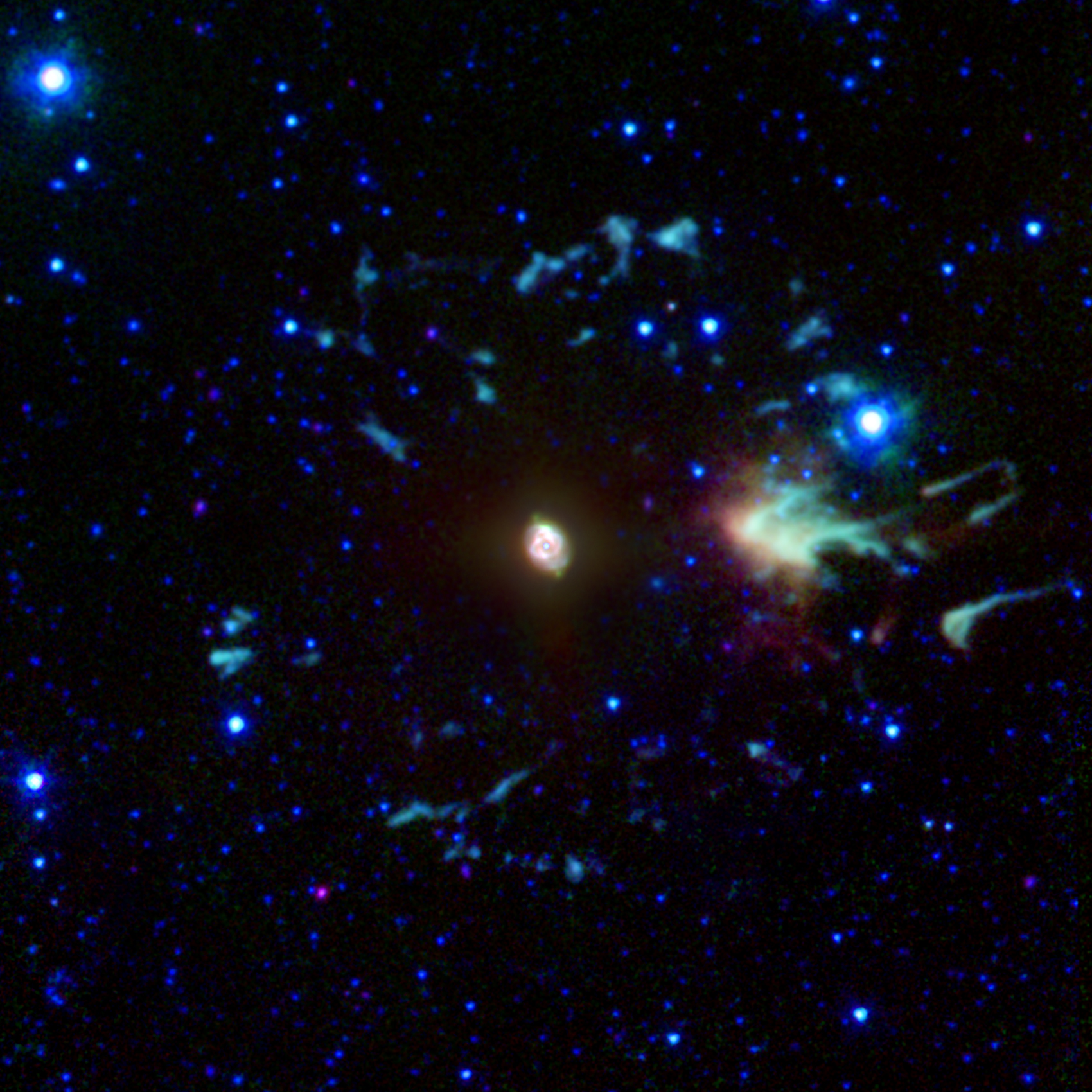
NGC 6543 en infrarouge par le télescope spatial Spitzer. Cette image est une composition de lumière émise à 3,6 μm (bleu), à 5,8 μm (vert) et à 8,0 μm (rouge).

### Observation dans l'infrarouge
Les observations de NGC 6543 aux longueurs d'onde de l'infrarouge lointain ont révélé la présence de poussières stellaires de basse température. On pense que cette poussière s'est formée lors des dernières phases de vie de l'étoile progénitrice. La poussière absorbe la lumière de l'étoile centrale et la retransmet aux longueurs d'onde de l'infrarouge. Le spectre infrarouge montre que la température de la poussière est d'environ 85 K. La masse de la poussière est estimée à 6,4  x 10-4 {\displaystyle M_{\odot }}.
Les observations en infrarouge ont aussi révélé la présence de gaz non ionisé tel que l'hydrogène moléculaire (H2) et l'argon. Pour plusieurs nébuleuses planétaires, l'émission moléculaire est plus grande à de grandes distances de l'étoile centrale, là où il y a plus de gaz non ionisé. Mais, dans NGC 6543, l'émission maximale du dihydrogène (autre nom de l'hydrogène moléculaire) semble se situer près de la bordure intérieure de son halo externe. Cela provient peut-être d'ondes de choc d'éjectas se déplaçant à différentes vitesses qui entrent en collision et excitent le dihydrogène.

### Observation en lumière visible

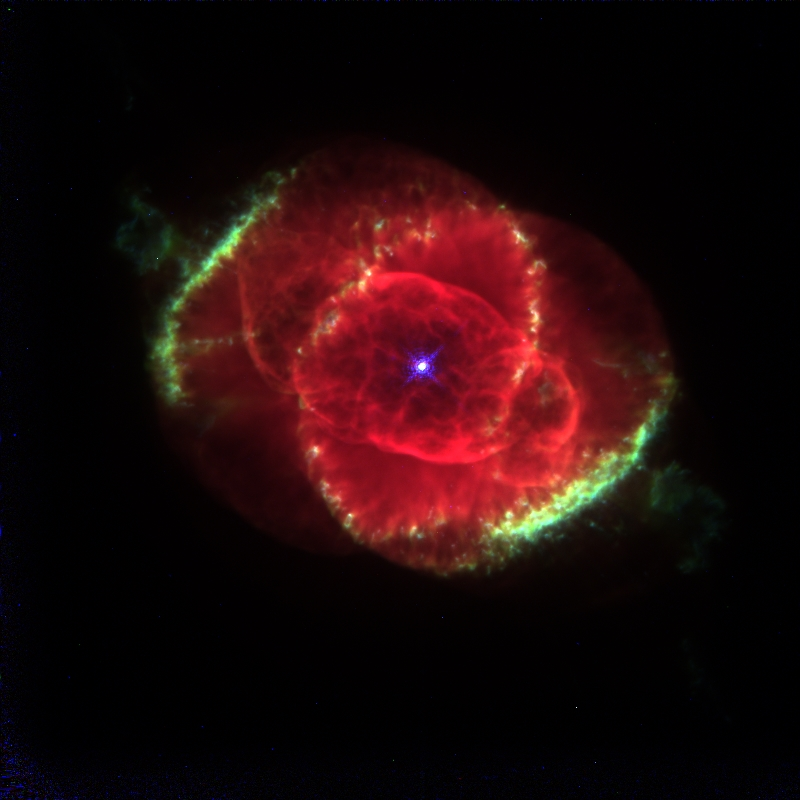
Image captée par le télescope spatial Hubble en septembre 1994.

L'image prise par la caméra à large champ WFPC2 du télescope spatial Hubble captée le 18 septembre 1994 a été conçue pour mettre en évidence les régions de faible et de forte ionisation. Elle a été réalisée en utilisant trois filtres optiques : 656,3 nm pour l'hydrogène, 658,4 nm pour l'azote simplement ionisé  et 500,7 nm pour l'oxygène doublement ionisé.
Cette image a révélé une structure étonnamment complexe dans la nébuleuse : des coquilles de gaz, des jets de gaz se déplaçant à grande vitesse et des nœuds de gaz soumis à des ondes de choc. L'analyse des données captées par Hubble suggère la possibilité d'une étoile binaire comme progéniteur de la nébuleuse.

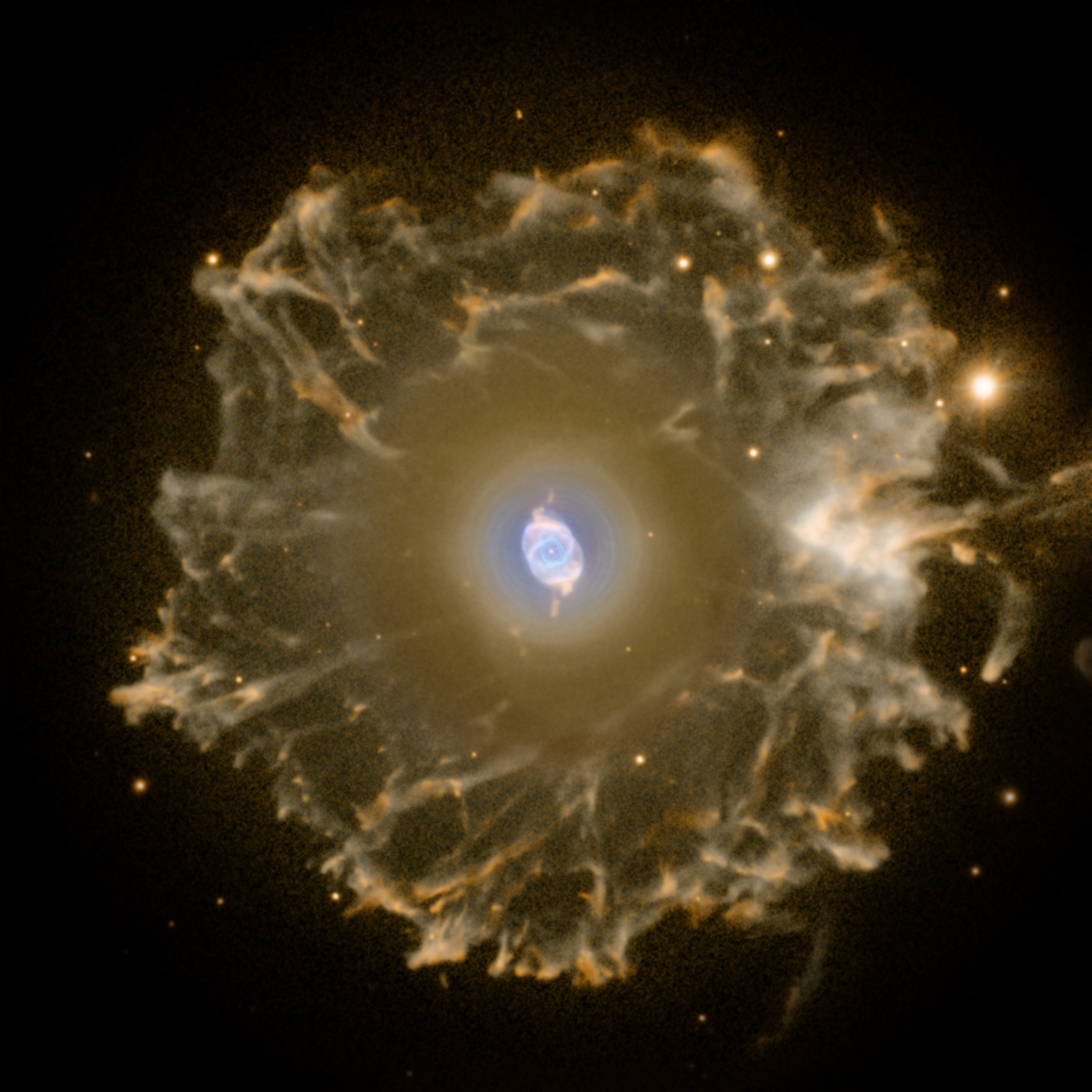
L'immense halo de NGC 6543.

Une autre image prise par le Télescope optique nordique de l'observatoire du Roque de los Muchachos a permis de mesurer la taille de son immense halo dont le diamètre atteindrait plus de trois années-lumière.
Une autre image prise par le télescope Hubble en 2004 avec l'instrument ACS (Advanced Camera for Surveys) (voir l'encadré à droite en haut de la page) nous a révélé une étonnante structure d'anneaux concentriques. Chaque anneau est en fait la bordure brillante d'une coquille sphérique de gaz. Cette image suggère que l'étoile progénitrice a éjecté sa matière en une série d'impulsion à des intervalles de 1500 ans.

### Études en rayon X

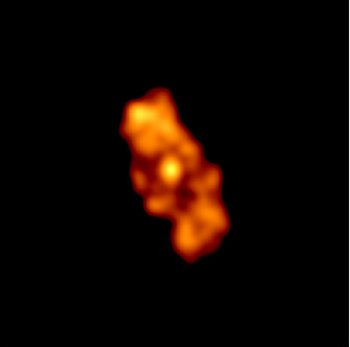
NGC 6543 en rayon X par Chandra.

Des observations réalisées en 2001 par l'observatoire de rayons X Chandra ont révélé la présence de gaz extrêmement chaud dans NGC 6543, des températures atteignant 1,7 x 106 K. On pense que ce gaz très chaud provient d'une violente interaction entre un vent stellaire rapide et la matière précédemment expulsée. C'est cette interaction qui aurait creusé la bulle interne de la nébuleuse.
Les observations de Chandra ont aussi révélé une source X ponctuelle à la position de l'étoile centrale. L'énergie de la source est comprise entre 0,5 et 1,0 keV, soit des rayons X durs. Une étoile dont la température de la photosphère est aux environs de 100 000 K ne devrait pas une source de rayons X durs. La présence de ceux-ci est un peu mystérieuse. On pense qu'il pourrait y avoir un disque d'accrétion à l'intérieur d'une étoile binaire. Dix années plus tard, ces données de rayons X durs intriguaient encore les astronomes. Une autre série d'observations par Chandra des étoiles au centre de 21 nébuleuses planétaires, incluant l'Œil de Chat, a donc été réalisée en 2012. Dans toutes ces nébuleuses, sauf une, on a trouvé des sources de rayons X plus énergétiques que prévu pour une étoile avec une température d'environ 100 000 K. Peut-être y a-t-il une haute fréquence de système binaire ou encore une autre explication comme des vents qui s'entrechoquent ou encore de la matière qui retombe vers le centre.

## Caractéristiques

### Composition
Comme la plupart des objets astronomiques, NGC 6543 se compose principalement d'hydrogène et d'hélium et des éléments plus lourds présents en petites quantités. La composition exacte peut être déterminée par des études spectroscopiques. Les abondances sont généralement exprimées par rapport à l'hydrogène, l'élément le plus abondant.
Différentes études trouvent généralement des valeurs variables pour les abondances élémentaires. Cela est souvent dû au fait que les spectrographes attachés aux télescopes ne collectent pas toute la lumière des objets observés, mais plutôt la lumière d'une fente ou d'une petite ouverture. Par conséquent, différentes observations peuvent échantillonner différentes parties de la nébuleuse.
Cependant, les résultats pour NGC 6543 conviennent globalement que, par rapport à l'hydrogène, l'abondance d'hélium est environ de 0,12, les abondances de carbone et d'azote sont toutes deux environ de 3 x 10-4 et l'abondance d'oxygène est environ de 7 x 10-4. Ce sont des abondances assez typiques pour les nébuleuses planétaires, avec des abondances de carbone, d'azote et d'oxygène toutes supérieures aux valeurs trouvées pour le Soleil, en raison des effets de la nucléosynthèse enrichissant l'atmosphère de l'étoile en éléments lourds avant qu'elle ne soit éjectée en tant que planète nébuleuse.
Une analyse spectroscopique poussée de NGC 6543 semble indiquer que la nébuleuse contient une petite quantité de matière hautement enrichie en éléments lourds.

## Cinématique et morphologie

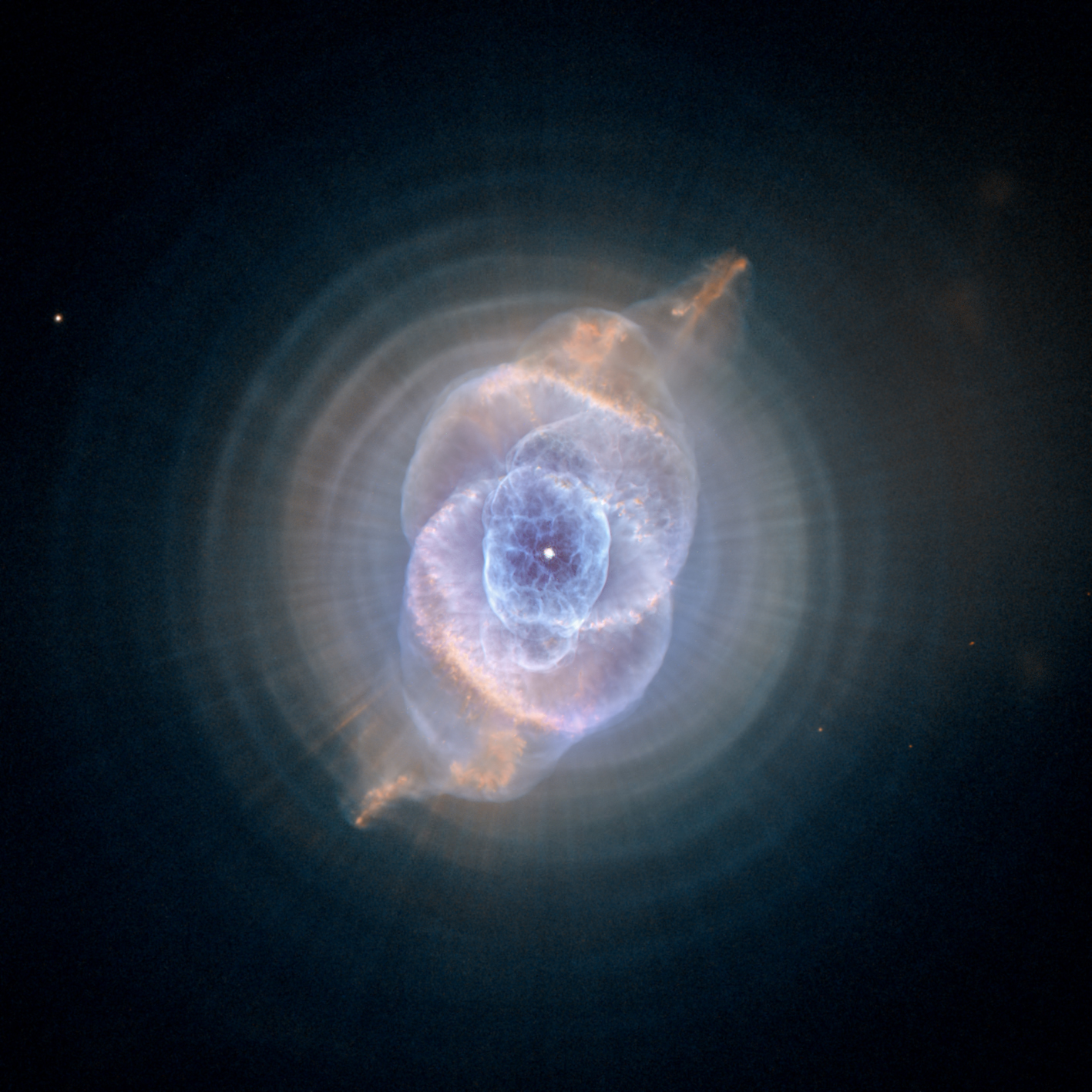
La nébuleuse planétaire de l'Œil de Chat par le télescope spatial Hubble.

La structure de la nébuleuse de l'Œil de Chat est très complexe et les mécanismes qui donné naissance à sa morphologie compliquée ne sont pas bien compris. La partie centrale lumineuse de la nébuleuse est une bulle allongée ellipsoïdale remplie de gaz chaud qui est à son tour imbriquée dans une paire de bulles sphériques plus grandes. On constate aussi qu'une autre bulle ellipsoïdale traverse complètement la partie centrale.

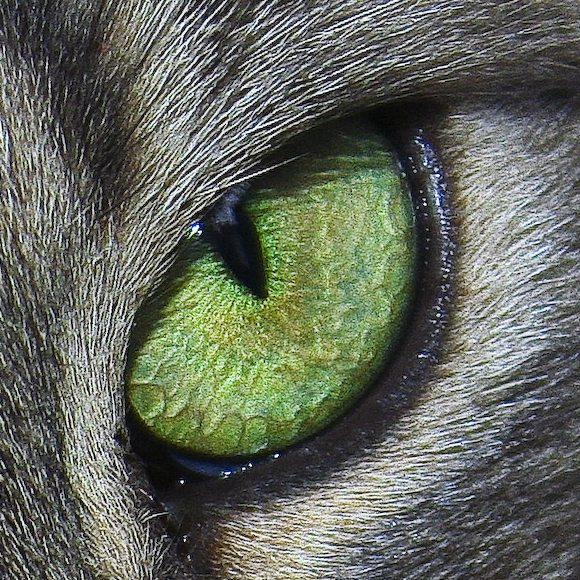
Un œil de chat

La structure de la partie lumineuse de la nébuleuse provient surtout de l’interaction d’un vent stellaire rapide  émis par l'étoile centrale avec le matériau visible éjecté lors de la formation de la nébuleuse. Cette interaction provoque l’émission de rayons X discutés plus haut. Le vent stellaire, soufflant à une vitesse atteignant 1 900 km/s a creusé la bulle interne de la nébuleuse et il semble avoir fait éclater la bulle à ses deux extrémités.
On soupçonne l'existence d'un disque d'accrétion entre les composantes d'une étoile binaire qui pourrait donner lieu à des jets polaires interagissant avec le matériau précédemment éjecté. Au fil du temps, la direction de ces jets varierait en raison de la précession.
En dehors de la partie interne brillante de la nébuleuse, il y a une série de coquilles concentriques que l'on croyait avoir été éjectées avant la formation de la nébuleuse planetaire, alors que l'étoile se trouvait sur la branche asymptotique des géantes vers la fin de sa vie. Les coquilles visibles sous forme d'anneaux sont très uniformément espacées. Cela suggère que le mécanisme responsable de leur formation les a éjectées à des intervalles très réguliers et à des vitesses très similaires. La masse totale de ces coquilles est d'environ 0,1 {\displaystyle M_{\odot }}. Les pulsations qui ont formé ces anneaux ont probablement commencé il y a 15 000 ans et elles ont cessé il y a environ 1000 ans, lorsque la formation de la partie centrale a commencé. L'immense halo externe de la nébuleuse est antérieur à la formation de la nébuleuse planétaire. Sa masse est estimée entre 0,26 et 0,92 {\displaystyle M_{\odot }}.

## Halo
Selon Schönberner et Steffen, qui est en quelque sorte un résumé des connaissances acquises sur une douzaine des nébuleuses planétaires, étude qui cite plusieurs références, la vitesse interne du vent du halo de la nébuleuse de NGC 6543 est de 1 420 km/s et sa luminosité est de 14,8 {\displaystyle L_{\odot }} (log10= 1,17). Sa perte de masse par année est de 8,91 * 10-8 {\displaystyle M_{\odot }}/an (log10=-7,05). La luminosité de la nébuleuse dans le domaine des rayons X est de 1,41 * 10-2 {\displaystyle l_{\odot }} (log10=-1,85)

## Étoile centrale
L'étoile au centre de cette nébuleuse exibite un spectre de WR(H). Sa magnitude visuelle est égale à 11,29 et sa masse est estimée à 1,05 {\displaystyle M_{\odot }}. Sa température de surface atteint les 48 kK ({\displaystyle Log(T_{eff})=4,68}) et sa luminosité est égale à 2 951 {\displaystyle L_{\odot }} ({\displaystyle Log(L/L{\odot })=3,47}). Le rayon de la nébuleuse est estimé à 0,078 pc et son âge est égal à 45 400 ans.
Selon Corradi et ses collègues, la température de l'étoile centrale est de 66 kK ({\displaystyle Log(T)=5,82}) et sa luminosité est de 3 890 {\displaystyle L_{\odot }} ({\displaystyle Log(L)=4,15}).
Selon un article publié en 2024 par Schönberner et Steffen, le type spectral de l'étoile au centre de NGC 6543 est de type wels (weak emission-line stars). Sa température effective est de 64 kK et sa luminosité est de 3,72 * 103 {\displaystyle l_{\odot }} (log10=3,57). Notons que Schönberner et ses collègues ont adopté une distance d'environ 1,37 kpc (∼4 470 al) pour déterminer les valeurs qu'ils proposent.